# Mauron
Mauron (tiếng Breton: Maoron) là một xã ở tỉnh Morbihan trong vùng Bretagne tây bắc Pháp. Xã này có diện tích 67,23 km², dân số năm 1999 là 3196 người. Khu vực này có độ cao từ 47-130 mét trên mực nước biển.

## Tiếng Bretagne
Năm 2007, có 6,3% trẻ em học trường song ngữ ở cấp tiểu học.